# Boulè

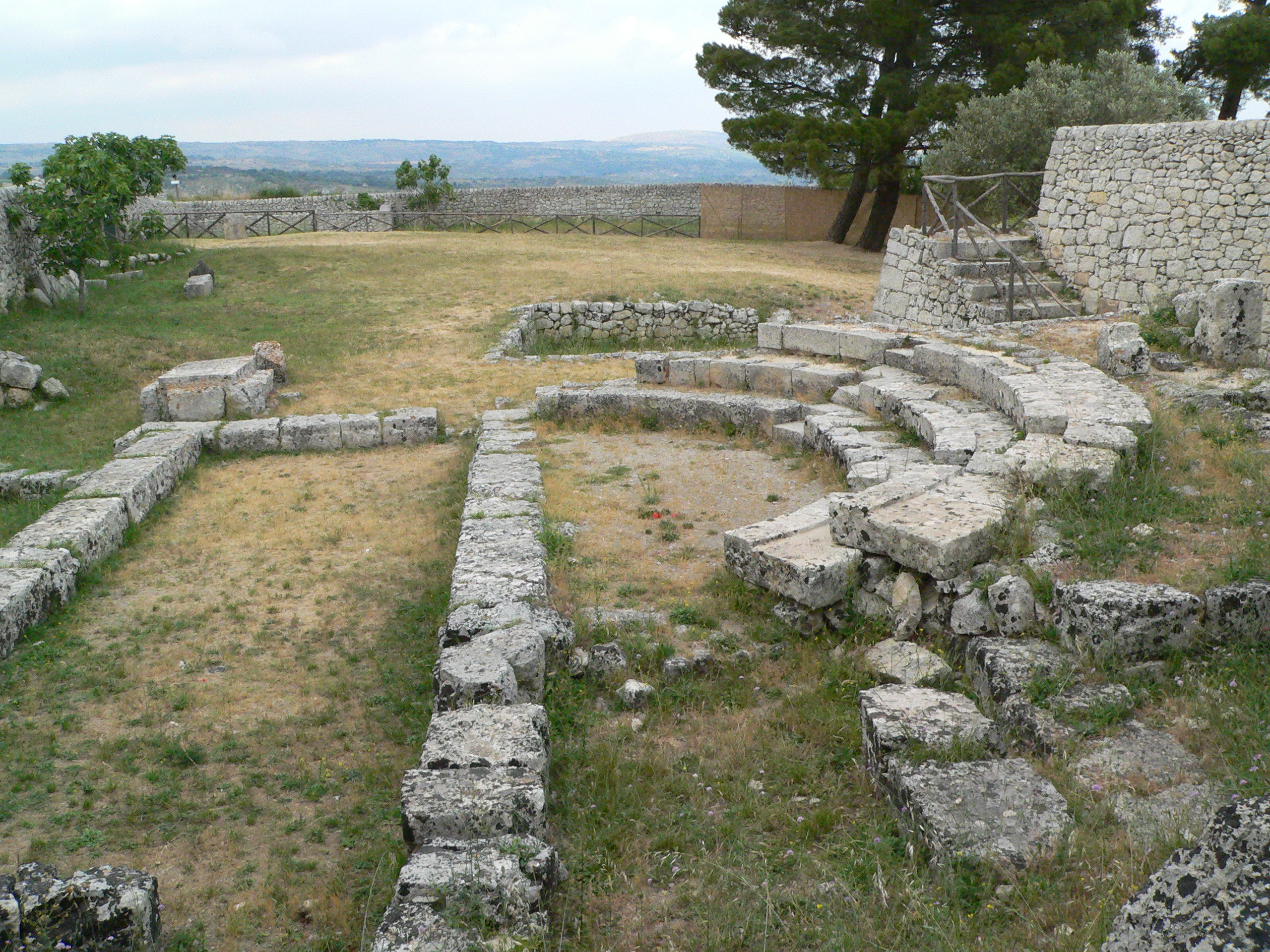
Ruïnes van het bouleuterion in Akrai, het huidige Palazzolo Acreide

De Boulè, Oudgrieks Βουλή, of de Raad van 500, was het centrale wetgevende orgaan in de polis Athene. De raad telde aanvankelijk 400 leden en was door Solon gesticht. De raad werd nadien door de politiek hervormer Clisthenes, 508/7 v Chr., tot 500 leden uitgebreid. De raad van 500 werd omstreeks 462 v.Chr., toen de invloed van de traditionele Raad van Toezicht, de Areopaag of Areiopagos was afgenomen, de belangrijkste adviesgroep van de 'staat' en ging in Athene geleidelijk als het beleidsvoorbereidend orgaan van de wetgevende Volksvergadering, de Ekklèsia, functioneren. De Boulè beschikte over een raadsgebouw, het bouleuterion.
Het was een ambtelijk orgaan dat ook een aantal uitvoerende bevoegdheden had en bestond uit 500 vrijwilligers, ouder dan 30 jaar, 50 man uit elk der 10 districten van Attica. Een burger kon maximaal twee jaar, maar niet aaneensluitend, dienen. De prytanen, de 50 vertegenwoordigers van een bepaald district, fungeerden bij toerbeurt als presidium. Het politieke jaar was daartoe in 10 perioden van 35 of 36 dagen, ingedeeld, de prytanie. Uit hun midden werd door loting een voorzitter van de dag, epistates ton prytaneon, aangewezen, die de dagelijkse raadsvergaderingen en de Ekklèsia voorzat.
Aristoteles schreef omstreeks 328-322 v.Chr. zijn De staatsinrichting van de Atheners over de democratie in Athene, waarin de Boulè een belangrijke rol heeft gespeeld.

## Geschiedenis

### Raad van 400
Solon werd in 594 voor Christus tot archont van Athene verkozen. Hij was het die de Heliaia, een nieuwe rechtbank waarvan alle burgers deel kunnen uitmaakten, oprichtte. Men kon in deze rechtbank ook tegen vonnissen van de magistraten in beroep gaan.
Een tweede politieke instelling die er dankzij Solon kwam was de raad van 400. Uit elk van de vier fylen, groepen waarin de burgers werden ingedeeld, koos men 100 leden, vermoedelijk alleen mensen die tot de eerste drie vermogensklassen behoorden. Zo ontstond een raad van 400 leden die vooral als taak had om de volksvergadering voor te bereiden.

### Ontstaan van de raad van 500
Terwijl Solon de bevolking in 4 fylen indeelde, gebaseerd op verwantschap, hanteerde Kleisthenes een andere manier van indelen. Attika werd in 139 demen of gemeenten opgesplitst. Door het groeperen van kleinere, aangrenzende gemeenten, creëerde hij 30 trittyes. Er waren 10 trittyes voor de stad, 10 voor de kust en 10 voor het binnenland. De 4 fylen van Solon werden door 10 nieuwe fylen vervangen. Dit gebeurde door 10 groepen te maken van 3 trittyes. Elke fyle bestond uit 1 trittye voor de stad, 1 voor de kust en 1 voor het binnenland.
De raad van 400 veranderde daarna in een raad van 500 leden. Per fyle werden 50 prytanen of afgevaardigden gekozen. De leden verdedigden voor één tiende van het jaar de belangen van de verschillende streken.

### Later
De raad van 500 groeide onder Perikles tot het centrale regeringsorgaan van de Atheense democratie uit. Het werd de belangrijkste instelling in een polis. De leden werden elk jaar door loting verkozen. Dat maakte dat de raad de vorm van een demarchie had. Bij het loten werd van een kleroterion gebruikgemaakt. Er waren enkele voorwaarden aan verbonden om tot de raad van 500 of de Boulè te worden toegelaten. Zo moest men minstens 30 jaar oud zijn en het volle burgerrecht bezitten. Men mocht nooit meer dan twee keer lid zijn van de raad en dit geen twee opeenvolgende jaren.
De Boulè vergaderde bijna iedere dag, speelde op wetgevend gebied een grote rol en regelde de dagelijkse gang van zaken. Zo stelde deze onder andere de decreten op die daarna ter goedkeuring aan de ekklèsia werden voorgelegd. De raad van 500 zorgde ook voor de uitvoering van de decreten, nadat deze waren goedgekeurd. De raad was in tien vaste commissies verdeeld, die elk ongeveer 36 à 37 dagen van het ambtsjaar in functie waren. Dit kwam neer op ongeveer één tiende van het jaar.